# Gustave Cederlund
Gustave Henry Somers Cederlund, född 16 februari 1873 i Stockholm, död 1954 i Antibes, var en svensk-fransk landskapsmålare och grafiker.
Han var son till den belgiske generalkonsuln i Stockholm Carl Fredric Cederlund och Jane Gertrud Somers samt från 1908 gift med skulptören Frédérique Ozanne från Paris.
Han studerade konst för Callot och Delance. Efter studierna var han verksam som konstnär i Antibes. Han medverkade ett flertal gånger på Parissalongen och ställde ut på Svensk-franska konstgalleriet i Stockholm 1930. 